# Anthela binotata
Anthela binotata là một loài bướm đêm thuộc họ Anthelidae.